# 六角鬼丈
六角 鬼丈（ろっかく きじょう、1941年6月22日 - 2019年1月12日）は、日本の建築家、東京藝術大学名誉教授。旧名は正廣。東京都出身。日本建築学会賞作品賞など受賞。
祖父は漆芸家の六角紫水、父は漆芸家の六角大壌、娘は建築家の六角美瑠。

## 略歴
- 東京都立武蔵丘高等学校卒業。
- 1965年 東京藝術大学美術学部建築科卒業後、磯崎新アトリエに勤務。
- 1968年 六角デザイン工房（現・六角鬼丈計画工房）開設。
- 1979年 吉田五十八賞受賞。
- 1991年 日本建築学会賞作品賞受賞。東京藝術大学美術学部建築科教授に就任。
- 2009年 東京藝術大学退官。東京藝術大学名誉教授。

## 主な作品
| 名称                                | 年     | 所在地         | 国   | 状態 | 備考 |
| ----------------------------------- | ------ | -------------- | ---- | ---- | ---- |
| クレバスの家                        | 1967年 | 東京都杉並区   | 日本 |      |      |
| 石黒邸（八卦ハウス）                | 1970年 | 東京都         | 日本 |      |      |
| 金邸                                | 1973年 |                | 日本 |      |      |
| 雑創の森学園                        | 1977年 | 京都府京田辺市 | 日本 |      |      |
| 金光教福岡高宮教会                  | 1980年 | 福岡市南区     | 日本 |      |      |
| 塚田邸パートⅠ（樹根混住器）         | 1980年 | 群馬県沼田市   | 日本 |      |      |
| 石河邸（空環周住器）                | 1983年 | 東京都江戸川区 | 日本 |      |      |
| 大雪展望台                          | 1984年 | 北海道上川町   | 日本 |      |      |
| 花輪邸                              | 1984年 |                | 日本 |      |      |
| 青葉台の家                          | 1984年 | 神奈川県横浜市 | 日本 |      |      |
| 塚田邸パートⅡ（岩舞台）             | 1984年 | 群馬県沼田市   | 日本 |      |      |
| 東京武道館                          | 1990年 | 東京都足立区   | 日本 |      |      |
| 知る区ロード休憩所 みみのオアシス   | 1991年 | 東京都杉並区   | 日本 |      |      |
| 知る区ロード休憩所 ときのオアシス   | 1992年 | 東京都杉並区   | 日本 |      |      |
| 知る区ロード休憩所 はだしのオアシス | 1993年 | 東京都杉並区   | 日本 |      |      |
| 杉並区役所阿佐ヶ谷出張所            | 1993年 | 東京都杉並区   | 日本 |      |      |
| 知る区ロード休憩所 はなのオアシス   | 1993年 | 東京都杉並区   | 日本 |      |      |
| 東京芸術大学芸術資料館取手館        | 1994年 | 茨城県取手市   | 日本 |      |      |
| まんだら遊苑（富山県立山博物館）    | 1995年 | 富山県立山町   | 日本 |      |      |
| 高杉邸                              | 1997年 | 群馬県沼田市   | 日本 |      |      |
| 江合川あったか河川公園              | 1997年 | 宮城県大崎市   | 日本 |      |      |
| 岩出山保育所                        | 1997年 | 宮城県大崎市   | 日本 |      |      |
| ゆう杉並                            | 1997年 | 東京都杉並区   | 日本 |      |      |
| 東京藝術大学大学美術館              | 1999年 | 東京都台東区   | 日本 |      |      |
| 感覚ミュージアム                    | 2000年 | 宮城県大崎市   | 日本 |      |      |

## 主要文献
- 『日本の建築家(3) 六角鬼丈 奇の力』（日本の建築家編集部、丸善、1985年）
- 『現代建築 空間と方法 25 六角鬼丈』（六角鬼丈、同朋舎出版、1986年）
- 『住まい学体系／029 新鬼流八道 叛モダニズム独話』（六角鬼丈、住まいの図書館出版局、1990年）